# コンスタンツィエ・ウヘルスカー
コンスタンツィエ・ウヘルスカー（チェコ語：Konstancie Uherská, 1181年頃 - 1240年12月6日）は、ボヘミア王オタカル1世の2度目の王妃。

## 生涯
ハンガリー王ベーラ3世と2度目の王妃アンナ（フランス名アニェス・ド・シャティヨン）の次女として生まれた。ハンガリー語名はコンスタンツィア（Konstancia）。
1199年、オタカル1世は最初の王妃アーデルハイト・フォン・マイセンを近親婚を理由に離縁し、同年のうちにコンスタンツィエと再婚した。コンスタンツィエはオタカル1世とともに、教会に数多くの寄進を行った。2人の間には9子が生まれた。
- ヴラディスラフ（1201年、夭折）
- ユディタ（1201年 - 1230年） - ケルンテン公ベルンハルトと結婚
- アンナ（1204年 - 1265年） - ポーランド公ヘンリク2世妃
- ヴァーツラフ1世（1205年 - 1253年）
- ヴラディスラフ（1207年 - 1227年） - モラヴィア辺境伯
- プシェミスル（1209年 - 1239年） - モラヴィア辺境伯
- アネシュカ - 早世
- ヴィレミーナ（1210年 - 1281年）
- アネシュカ（1211年 - 1282年） - カトリック教会の聖人

1230年にオタカルと死別後、1232年に修道院を創設して修道女となった。